# Dominic Chianese
Dominic Chianese, född 24 februari 1931 i Bronx i New York, är en amerikansk skådespelare. Han är mest känd för sin roll som Junior Soprano i maffiaserien Sopranos, en roll som gav honom två Emmy-nomineringar.